# Трепче
Трепче је насељено мјесто у Босни и Херцеговини у општини Тешањ које административно припада Федерацији Босне и Херцеговине. Према попису становништва из 1991. у насељу је живјело 1.659 становника.

## Засеоци
Трепче броји 19 засеока:
Хасанбашићи, Златићи, Хускићи, Шаћировићи, Крушке, Рахмановићи, Дедукићи, Раковице, Церовици, Мујкановићи, Хајрићи, Мешићи, Хоџићи, Љеваци, Которићи, Кадушићи, Трепче Поље, Бурејићи и Храшће.

## Становништво
| Националност       | 1991.          | 1981.          | 1971.          |
| Муслимани          | 1.615 (97,34%) | 1.501 (96,15%) | 1.200 (94,11%) |
| Хрвати             | 40 (2,41%)     | 54 (3,45%)     | 68 (5,33%)     |
| Срби               | 0              | 0              | 2 (0,15%)      |
| Југословени        | 3 (0,18%)      | 2 (0,12%)      | 1 (0,07%)      |
| остали и непознато | 1 (0,06%)      | 4 (0,25%)      | 4 (0,31%)      |
| Укупно             | 1.659          | 1.561          | 1.275          |